# Associazione Calcio Padova 1963-1964
Questa pagina raccoglie i dati riguardanti l'Associazione Calcio Padova nelle competizioni ufficiali della stagione 1963-1964.

## Stagione
Il Padova nella Serie B 1963-1964 giunge al quarto posto, ad un punto dal Foggia & Incedit (promosso in A con Varese, primo e Cagliari, secondo).
In Coppa Italia, dopo avere battuto il Modena ai tempi supplementari (2-1), è eliminato al secondo turno dalla Spal (pareggio per 2-2 e sconfitta per 4-2 ai tiri di rigore).

## Rosa
| N. |                   | Ruolo | Calciatore          |
| -- | ----------------- | ----- | ------------------- |
|    | Italia (bandiera) | P     | Luciano Arbizzani   |
|    | Italia (bandiera) | P     | Alessandro Bazzoni  |
|    | Italia (bandiera) | P     | Bruno Bonollo       |
|    | Italia (bandiera) | D     | Valeriano Barbiero  |
|    | Italia (bandiera) | D     | Cristiano Cervato   |
|    | Italia (bandiera) | D     | Giovanni Fracon     |
|    | Italia (bandiera) | D     | Roberto Mazzanti    |
|    | Italia (bandiera) | D     | Aurelio Scagnellato |
|    | Italia (bandiera) | D     | Enrico Scalabrin    |
|    | Italia (bandiera) | D     | Giorgio Sereni      |
|    | Italia (bandiera) | C     | Bruno Abbatini      |

| N. |                           | Ruolo | Calciatore         |
| -- | ------------------------- | ----- | ------------------ |
|    | Italia (bandiera)         | C     | Giorgio Barbolini  |
|    | Italia (bandiera)         | C     | Candido Beretta    |
|    | Italia (bandiera)         | C     | Italo Carminati    |
|    | Italia (bandiera)         | C     | Carlo Chiodi       |
|    | Italia (bandiera)         | C     | Paolo Pestrin      |
|    | Italia (bandiera)         | C     | Bernardo Rogora    |
|    | Italia (bandiera)         | A     | Pasquale Cavicchia |
|    | Germania Ovest (bandiera) | A     | Rudolf Kölbl       |
|    | Italia (bandiera)         | A     | Adolfo Mariani     |
|    | Italia (bandiera)         | A     | Eliseo Zerlin      |

## Risultati

### Campionato

#### Girone di andata
| 15 settembre 1963 1ª giornata | Potenza | 1 – 1 | Padova |  |

| 22 settembre 1963 2ª giornata | Cosenza | 1 – 0 | Padova |  |

| 29 settembre 1963 3ª giornata | Padova | 1 – 0 | Foggia & Incedit |  |

| 6 ottobre 1963 4ª giornata | Triestina | 0 – 0 | Padova |  |

| 13 ottobre 1963 5ª giornata | Padova | 0 – 0 | Cagliari |  |

| 27 ottobre 1963 6ª giornata | Alessandria | 2 – 1 | Padova |  |

| 3 novembre 1963 7ª giornata | Padova | 1 – 0 | Palermo |  |

| 10 novembre 1963 8ª giornata | Padova | 1 – 0 | Venezia |  |

| 17 novembre 1963 9ª giornata | Lecco | 0 – 2 | Padova |  |

| 24 novembre 1963 10ª giornata | Padova | 0 – 0 | Varese |  |

| 1º dicembre 1963 11ª giornata | Padova | 1 – 0 | Pro Patria |  |

| 8 dicembre 1963 12ª giornata | Brescia | 2 – 0 | Padova |  |

| 15 dicembre 1963 13ª giornata | Padova | 0 – 0 | Udinese |  |

| 22 dicembre 1963 14ª giornata | Parma | 1 – 1 | Padova |  |

| 29 dicembre 1963 15ª giornata | Padova | 5 – 0 | Catanzaro |  |

| 5 gennaio 1964 16ª giornata | Prato | 0 – 0 | Padova |  |

| 9 dicembre 1979 17ª giornata | Padova | 1 – 2 | Verona |  |

| 19 gennaio 1964 18ª giornata | Simmenthal-Monza | 0 – 0 | Padova |  |

| 26 gennaio 1964 19ª giornata | Padova | 2 – 1 | Napoli |  |

#### Girone di ritorno
| 2 febbraio 1964 20ª giornata | Padova | 2 – 0 | Potenza |  |

| 16 febbraio 1964 21ª giornata | Padova | 3 – 0 | Cosenza |  |

| 23 febbraio 1964 22ª giornata | Foggia & Incedit | 0 – 0 | Padova |  |

| 1º marzo 1964 23ª giornata | Padova | 1 – 0 | Triestina |  |

| 8 marzo 1964 24ª giornata | Cagliari | 1 – 1 | Padova |  |

| 15 marzo 1964 25ª giornata | Padova | 5 – 0 | Alessandria |  |

| 22 marzo 1964 26ª giornata | Palermo | 0 – 1 | Padova |  |

| 29 marzo 1964 27ª giornata | Venezia | 2 – 0 | Padova |  |

| 5 aprile 1964 28ª giornata | Padova | 1 – 0 | Lecco |  |

| 12 aprile 1964 29ª giornata | Varese | 1 – 1 | Padova |  |

| 26 aprile 1964 30ª giornata | Pro Patria | 1 – 1 | Padova |  |

| 3 maggio 1964 31ª giornata | Padova | 1 – 0 | Brescia |  |

| 10 maggio 1964 32ª giornata | Udinese | 0 – 1 | Padova |  |

| 17 maggio 1964 33ª giornata | Padova | 2 – 2 | Parma |  |

| 24 maggio 1964 34ª giornata | Catanzaro | 1 – 0 | Padova |  |

| 31 maggio 1964 35ª giornata | Padova | 2 – 4 | Prato |  |

| 7 giugno 1964 36ª giornata | Verona | 3 – 2 | Padova |  |

| 14 giugno 1964 37ª giornata | Padova | 1 – 2 | Simmenthal-Monza |  |

| 21 giugno 1964 38ª giornata | Napoli | 0 – 1 | Padova |  |

## Statistiche

### Statistiche dei giocatori
| Giocatore      | Serie B  | Serie B | Coppa Italia | Coppa Italia | Totale   | Totale |
| Giocatore      | Presenze | Reti    | Presenze     | Reti         | Presenze | Reti   |
| -------------- | -------- | ------- | ------------ | ------------ | -------- | ------ |
| L. Arbizzani   | 11       | ?       | ?            | ?            | 11+      | ?      |
| A. Bazzoni     | 22       | ?       | ?            | ?            | 22+      | ?      |
| B. Bonollo     | 5        | ?       | ?            | ?            | 5+       | ?      |
| V. Barbiero    | 22       | 0       | ?            | ?            | 22+      | 0+     |
| C. Cervato     | 21       | 0       | ?            | ?            | 21+      | 0+     |
| G. Fracon      | 13       | 0       | ?            | ?            | 13+      | 0+     |
| R. Mazzanti    | 32       | 7       | ?            | ?            | 32+      | 7+     |
| A. Scagnellato | 1        | 0       | ?            | ?            | 1+       | 0+     |
| E. Scalabrin   | 1        | 0       | ?            | ?            | 1+       | 0+     |
| G. Sereni      | 36       | 0       | ?            | ?            | 36+      | 0+     |
| B. Abbatini    | 35       | 4       | ?            | ?            | 35+      | 4+     |
| G. Barbolini   | 30       | 1       | ?            | ?            | 30+      | 1+     |
| C. Beretta     | 30       | 1       | ?            | ?            | 30+      | 1+     |
| I. Carminati   | 33       | 12      | ?            | ?            | 33+      | 12+    |
| C. Chiodi      | 3        | 0       | ?            | ?            | 3+       | 0+     |
| P. Pestrin     | 31       | 1       | ?            | ?            | 31+      | 1+     |
| B. Rogora      | 33       | 0       | ?            | ?            | 33+      | 0+     |
| P. Cavicchia   | 20       | 3       | ?            | ?            | 20+      | 3+     |
| R. Kölbl       | 31       | 10      | ?            | ?            | 31+      | 10+    |
| A. Mariani     | 7        | 2       | ?            | ?            | 7+       | 2+     |
| E. Zerlin      | 1        | 0       | ?            | ?            | 1+       | 0+     |